# FSO (технология)

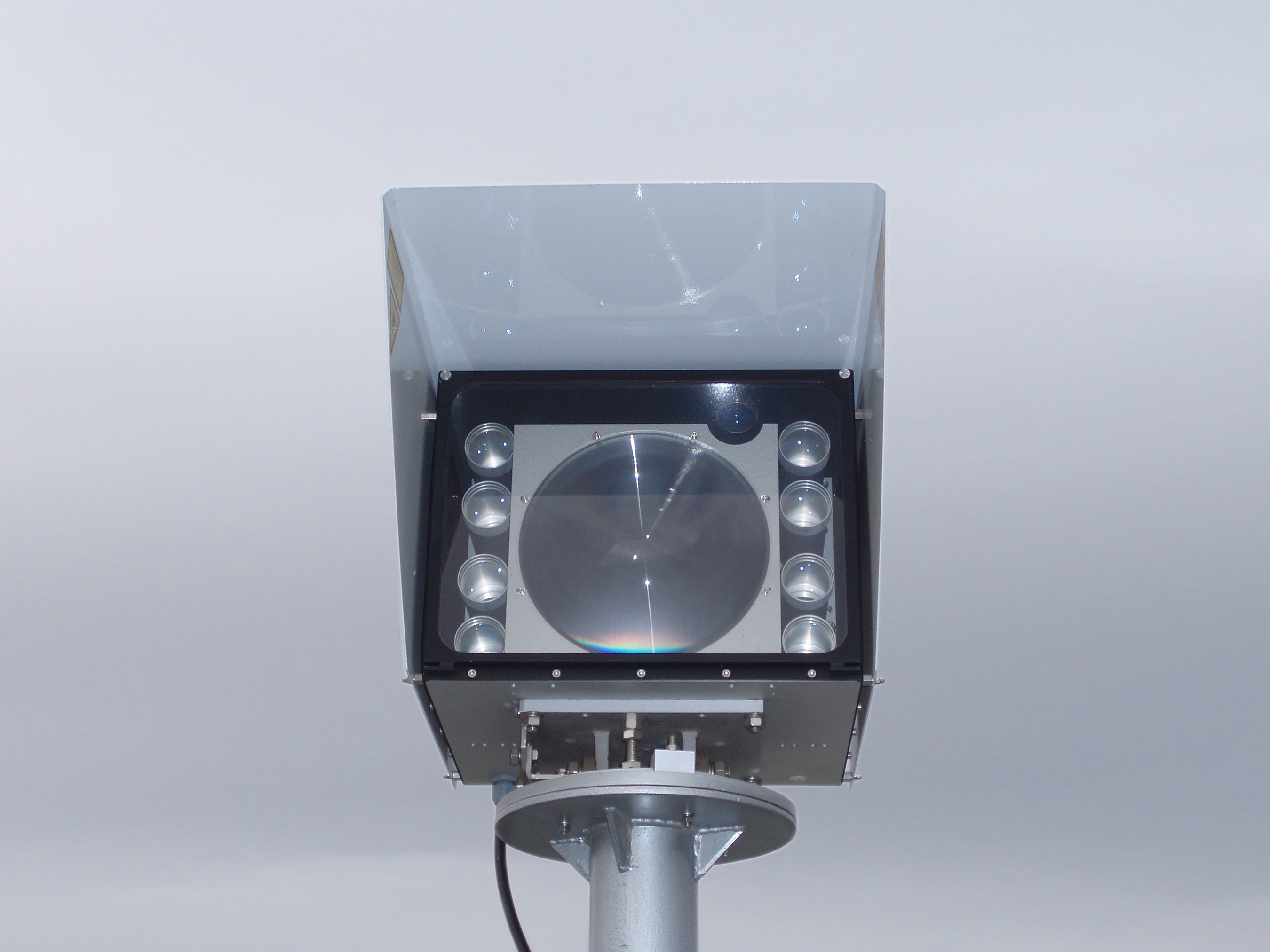
Восьмилучевой лазерный приёмопередатчик для атмосферной оптической связи. Скорость передачи — до 1 Гбит/с на расстоянии около 2 км. Большой диск в центре — приёмник, малые диски слева и справа — передатчики, кружок сверху справа — окно оптического монокуляра для выставления двух блоков по общему лучу зрения

FSO (сокр. от англ. free-space optics — оптика свободного пространства, также англ. wireless optics, WO — беспроводная оптика; рус. атмосферная оптическая линия связи, сокр. АОЛС) — вид оптической связи, использующий электромагнитные волны оптического диапазона (как правило, инфракрасные), передаваемые через атмосферу. В английском языке термин также включает в себя передачу через вакуум или космическое пространство.

## История
В 1880 году Белл запатентовал фототелефон (Фотофон), в котором солнечный луч, отражённый от зеркальца, модулировался голосом, передавался через атмосферное пространство и поступал на твердотельную селеновую ячейку.

## Принцип работы
В основе беспроводных оптических систем лежат технологии организации высокоскоростных каналов связи посредством инфракрасного излучения, которые делают возможной передачу данных (текстовые, звуковые, графические данные) между объектами через атмосферное пространство, предоставляя оптическое соединение без использования стекловолокна.
Лазерная связь двух объектов осуществляется только посредством соединения типа «точка-точка». Технология основывается на передаче данных модулированным излучением в инфракрасной части спектра через атмосферу. Передатчиком служит мощный полупроводниковый лазерный диод. Информация поступает в приёмопередающий модуль, в котором кодируется различными помехоустойчивыми кодами, модулируются оптическим лазерным излучателем и фокусируется оптической системой передатчика в узкий коллимированный лазерный луч и передаётся в атмосферу.
На принимающей стороне оптическая система фокусирует оптический сигнал на высокочувствительный фотодиод (или лавинный фотодиод), который преобразует оптический пучок в электрический сигнал. При этом чем выше частота (до 1,5 ГГц), тем больше объём передаваемой информации. Далее сигнал демодулируется и преобразуется в сигналы выходного интерфейса.
Длина волны в большинстве реализованных систем варьируется в пределах 700—950 нм или 1550 нм, в зависимости от применяемого лазерного диода.
Ключевой принцип АОЛС основан на компромиссе: чем большую продолжительность простоев вследствие неблагоприятных погодных условий (туманов) допускает заказчик, тем протяжённее будет канал связи.
Иногда в состав АОЛС входит резервный радиоканал.

## Применение
Беспроводная оптика рассматривается в качестве решения:
- на участках последней мили в условиях городской застройки (для связи между многоэтажными домами, бизнес-центрами и узловыми точками сети);
- для организации связи от узлов связи оператора до базовых станций сетей сотовой связи при больших объёмах передаваемого цифрового трафика (4G, LTE);
- для связи объектов, когда прокладка кабеля невозможна (промзоны, горная местность, железная дорога) или стоимость этой прокладки велика;
- в качестве временного канала связи, а также в случаях, когда необходимо срочно организовать канал связи (горячий резерв);
- когда требуется закрытый канал связи, невосприимчивый к радиопомехам и не создающий их (аэропорты, близость радиолокаторов, линий электропередач);
- при необходимости уменьшения задержек[3] по сравнению с кабельными линиями.

## В космической технике
В настоящее время осуществлена успешная передача оптического (лазерного) сигнала на расстояние нескольких сотен тысяч километров. В частности, рекордным достижением в этом смысле является приём лазерного сигнала с автоматической станции MESSENGER. Сигнал бортового лазерного излучателя (инфракрасный диодный неодимовый лазер) был успешно принят земным приёмником на расстоянии 24 млн км.

## Состояние рынка
Наиболее известны следующие производители FSO-систем: LightPointe Communications Inc. (США), fSona Communications Corp. (Канада), «Оптические ТелеСистемы» (лазерные модемы «Lantastica TZR», Санкт-Петербург); «Мостком», (системы Artolink, Рязань).

## Синергия беспроводных оптических и радио технологий
Наиболее перспективный направлением развития АОЛС является сочетание атмосферной связи с радиорелейной системой связи. За счёт сочетания возможностей инфракрасных систем при работе в условиях сильного дождя и радиосистем в условиях сильных туманов позволяет создавать гигабитные беспроводные соединения точка-точка на дистанциях до 3 километров с операторской доступностью 99,999 %. При этом 97—99 % времени в году транспорт данных идёт через АОЛС (FSO)-систему, устойчивую к радиопомехам и не создающую их, а в оставшиеся 1—3 % времени транспорт обеспечен миллиметровой радиосистемой. Помимо высокой доступности, такое сочетание позволяет строить систему с дублированием каналов.